# Antonio Ranieri

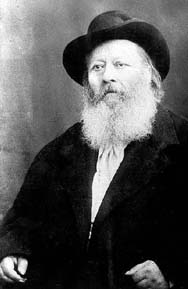
Antonio Ranieri

Antonio Ranieri, född den 8 september 1809 i Neapel, död den 4 januari 1888 i Portici, var en italiensk skriftställare.
Ranieri studerade vid italienska och tyska universitet, var i många år advokat och utnämndes av Viktor Emanuel II till professor i historiens filosofi vid Neapels universitet samt blev 1877 senator. I sin sociala roman Ginevra, o Vorfana della Nunziata (1839; 3:e upplagan 1862) avslöjade Ranieri vissa missbruk vid förvaltningen av barmhärtighetsinrättningar, varigenom han ådrog sig förföljelser från prästerskapets sida. Hans I primi cinque secoli della storia d'Italia da Teodosio a Carlomagno (1841) är en klassisk skildring av den påvliga hierarkins uppkomst och Il frate Rocco (1844) en i folklig ton hållen vädjan till italienska nationalandan. Mest känd har Ranieri blivit genom sin vänskap med Giacomo Leopardi, som vistades hos Ranieri flera år och vars skrifter han utgav efter dennes död och om vilken han författade den omstridda Sette anni di sodalizio con Giacomo Leopardi (1880). Ranieris egna samlade arbeten utgavs i tre band 1862-64, Scritti varii 1879.